# Szubin-Wieś
Szubin-Wieś – wieś w Polsce, położona w województwie kujawsko-pomorskim, w powiecie nakielskim, w gminie Szubin.

## Podział administracyjny
| SIMC    | Nazwa  | Rodzaj    |
| ------- | ------ | --------- |
| 0994288 | Żakowo | część wsi |

W latach 1975–1998 miejscowość administracyjnie należała do województwa bydgoskiego.

## Demografia
Według Narodowego Spisu Powszechnego (III 2011 r.) liczyła 361 mieszkańców. Jest dwunastą co do wielkości miejscowością gminy Szubin.